# Cantores Minores

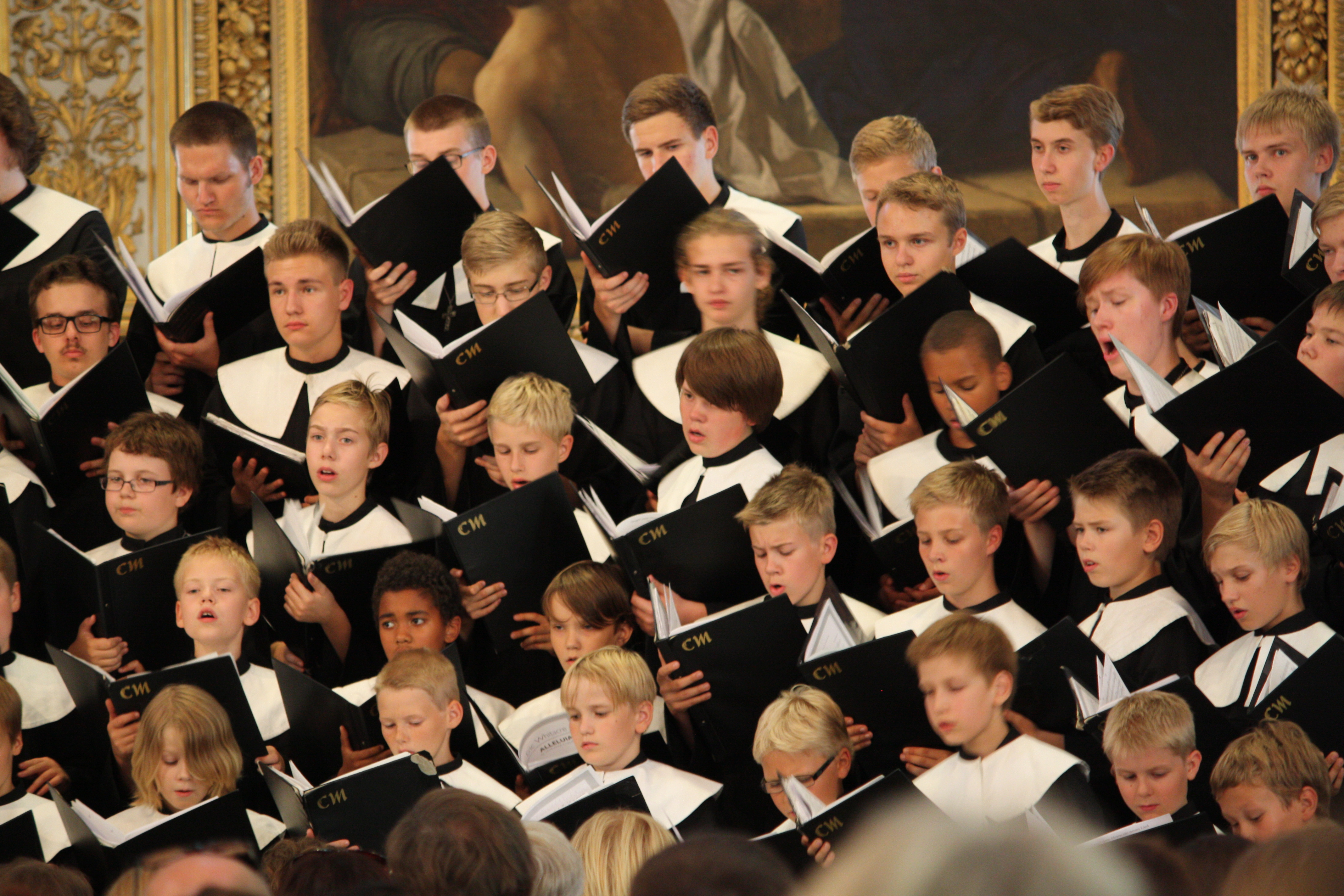
Канторес Минорес в 2013 году

Cantores Minores; русское написание  — «Канторес Минорес» (с лат. — «Маленькие певцы») — финский хор мальчиков Собора Святого Николая в Хельсинки. Основан в 1952 году. Действует под патронатом Президента Финляндии.
В настоящее время хор состоит из более чем 120 исполнителей в возрасте от 8 до 27 лет, так что после мутации голоса некоторые хористы продолжают петь в составе коллектива. Помимо основного хора, действует также вспомогательный, готовящий юных хористов от 7 до 12 лет к участию в основном коллективе. Основной хор разделён на восемь групп: первые и вторые сопрано, первые и вторые альты, первые и вторые теноры, первые и вторые басы; у каждой группы есть лидер («префект»), ведущий партию своего голоса и отвечающий перед дирижёром.
В репертуаре хора — ряд масштабных сочинений, в том числе оратории Иоганна Себастьяна Баха и Реквием Вольфганга Амадея Моцарта, произведения современных финских композиторов (Эйноюхани Раутаваара, Йонас Кокконен и др.). В то же время хор исполняет множество традиционных церковных гимнов.
С 2005 года хором руководит дирижёр Ханну Норьянен, прежде выступавший в нём как хорист.